# Catanthera pilosa
Catanthera pilosa är en tvåhjärtbladig växtart som beskrevs av Madhavan Parameswarau Nayar. Catanthera pilosa ingår i släktet Catanthera och familjen Melastomataceae. Inga underarter finns listade i Catalogue of Life.